# Anacanthobatis americanus
Espèce
Statut de conservation UICN

 DD  : Données insuffisantes
Anacanthobatis americanus (ou A. americana) est une espèce de raies de la famille des Anacanthobatidae.